# Unroch de Friül
Unroch II de Friül (768-853) va ser comte de Ternois del 839 al 853.
És un fill del Comte Unroch I el Franc. És el primer i fundador de la dinastia dels Unròquides. El seu nom apareix en una llista de l'any 802, on sembla que ell i altres Saxons de Westfàlia, havien jurat lleialtat a l'emperador. També hi figura com un dels quinze testimonis del testament de Carlemany l'any 811. Al registre dels Annals d'Einhard apareix com un dels signataris d'un tractat de pau entre els vikings i l'emperador l'any 811. Aquests fets donen suport a la idea que va ser un home important dins de la cort. L'any 839 es va convertir en Comte de Ternois.
Poc abans de la seva mort, no se sap exactament quin any, es va retirar a l'abadia de Saint-Bertin, on va morir l'any 853

## Núpcies i descendents
Es va casar amb Engeltruda, neta del comte Guillem I de Tolosa i neboda de Bernat de Septimània, (prèviament casada amb Odalric de Argengau i Linzgau). Vegeu també Odalric) Era unafilla de Bigó de Paris i van tenir tres fills:
- Berenguer (?-835), comte de Tolosa
- Eberard (?-866), Marques de Friül
- Adalard (?-864), Abat laïc de Saint-Bertin i de Saint-Amand.